# کای استنسهیمت
کای استنسهیمت (انگلیسی: Kay Stenshjemmet؛ زادهٔ ۹ اوت ۱۹۵۳) اسکیت‌باز سرعت اهل نروژ است.